# Spas Dževizov
Spas Andreev Dževizov, in bulgaro Спас Андреев Джевизов? (Filippopoli, 27 settembre 1955), è un allenatore di calcio ed ex calciatore bulgaro, di ruolo attaccante.

## Carriera

### Calciatore

#### Club
Ha cominciato con il Botev Plovdiv, per poi passare al CSKA Sofia dove in 8 anni ha conquistato quattro campionati bulgari. Nel 1984 è passato all'Omonia, dove ha concluso la carriera di calciatore vincendo due titoli.

#### Nazionale
Ha collezionato 20 presenze con la Nazionale bulgara, segnando tre reti.

### Allenatore
Conclusa la carriera di calciatore ha cominciato ad allenare nello stesso Omonia. Dopo due esperienze nel CSKA Sofia, è tornato brevemente a Cipro per allenare l'Alki Larnaca.

## Palmarès

### Giocatore

#### Club
- Campionato bulgaro: 4

CSKA Sofia: 1979-1980, 1980-1981, 1981-1982, 1982-1983
- Coppa di Bulgaria: 2

CSKA Sofia: 1982-1983
- Campionato cipriota: 2

Omonia:1984-85, 1986-1987

#### Individuale
- Capocannoniere del campionato bulgaro: 1

1979-1980 (23 reti)
- Capocannoniere del campionato cipriota: 1

1986-1987 (32 reti)